# Limatola
Limatola é uma comuna italiana da região da Campania, província de Benevento, com cerca de 3.619 habitantes. Estende-se por uma área de 18 km², tendo uma densidade populacional de 201 hab/km². Faz fronteira com Caiazzo (CE), Caserta (CE), Castel Campagnano (CE), Castel Morrone (CE), Dugenta, Piana di Monte Verna (CE), Sant'Agata de' Goti.

## Demografia
| Variação demográfica do município entre 1861 e 2011                               |
|                                                                                   |
| Fonte: Istituto Nazionale di Statistica (ISTAT) - Elaboração gráfica da Wikipedia |